# Slittino ai XXII Giochi olimpici invernali - Singolo femminile
Nello slittino ai XXII Giochi olimpici invernali la gara del singolo femminile si è disputata nelle giornate del 10 e 11 febbraio nella località di Krasnaja Poljana sulla pista Sanki.
La medaglia d'oro è stata conquistata dalla tedesca Natalie Geisenberger, precedendo la connazionale Tatjana Hüfner, medaglia d'argento, e la statunitense Erin Hamlin, medaglia di bronzo.

## Antefatti
In base a quanto previsto dal regolamento di qualificazione ai Giochi, potevano partecipare al massimo tre atlete per ogni nazione e, tenendo conto di questo sistema di selezione, sono state ammesse a gareggiare le prime 27 slittiniste classificate nella Coppa del mondo 2013/14 al 31 dicembre 2013, quando cioè erano state disputate le prime cinque tappe del circuito; inoltre era garantito un posto per un'atleta russa, in qualità di nazione ospitante i Giochi. Oltre a ciò la FIL aveva la possibilità di assegnare altri 8 posti da suddividere nelle tre discipline del singolo uomini, singolo donne e del doppio, primariamente al fine di rendere possibile la partecipazione del maggior numero di nazioni alla gara a squadre.
La federazione aveva assegnato tre degli otto posti di cui sopra a Rep. Ceca, Corea del Sud e Kazakistan, per un totale di 31 partecipanti in rappresentanza di 16 nazioni.
Campionessa olimpica uscente era la tedesca Tatjana Hüfner, che aveva conquistato l'oro nella precedente edizione di Vancouver 2010 sopravanzando nell'ordine l'austriaca Nina Reithmayer e la connazionale Natalie Geisenberger; la stessa Geisenberger era anche la detentrice del titolo iridato di Whistler 2013 nonché la vincitrice dell'ultima edizione della Coppa del Mondo.

## Resoconto
La gara è stata vinta dalla tedesca Natalie Geisenberger, la medaglia d'argento è stata conquistata dalla connazionale Tatjana Hüfner, mentre la statunitense Erin Hamlin è salita sul terzo gradino del podio. La vittoria della Geisenberger non è mai parsa in discussione, avendo accumulato già dalla prima discesa un vantaggio di praticamente mezzo secondo dalle più immediate inseguitrici e confermandosi la più veloce in tutte e quattro le manche in programma, l'ultima atleta a riuscire in tale impresa era stata l'italiana Gerda Weissensteiner a Lillehammer 1994.
La nuova campionessa olimpica è stata inoltre l'unica capace di scendere sotto la barriera dei 50 secondi, facendo segnare il nuovo record del tracciato in 49"765, ed ha concluso la competizione con più di un secondo di vantaggio sulla seconda classificata; nella storia dei Giochi solo in altre due occasioni c'era stata una vittoria altrettanto netta: ad Innsbruck 1964 ed a Lake Placid 1980.
Con questo risultato la tedesca Hüfner ha affiancato la connazionale Silke Kraushaar nella classifica delle più medagliate nella disciplina, entrambe infatti possono vantare nel loro palmarès un oro, un argento ed un bronzo. La statunitense Hamlin è invece diventata la prima slittinista non europea a salire sul podio olimpico.
Il 22 dicembre 2017 la commissione disciplinare del Comitato Olimpico Internazionale ha preso atto delle violazioni alle normative antidoping compiute da Tat'jana Ivanova nell'ambito dello scandalo doping che aveva coinvolto numerosi atleti russi, annullando così i risultati ottenuti dalla slittinista ai Giochi di Soči; successivamente il 1º febbraio 2018 il Tribunale Arbitrale dello Sport ha accolto il ricorso presentato dall'atleta russa revocando così tutte le sanzioni comminatele dal CIO.

## Classifica di gara
| Pos. | Atleta               | Nazione       | 1ª manche | 2ª manche | 3ª manche | 4ª manche | Totale   | Distacco |
| ---- | -------------------- | ------------- | --------- | --------- | --------- | --------- | -------- | -------- |
|      | Natalie Geisenberger | Germania      | 49"891    | 49"923    | 49"765    | 50"189    | 3'19"768 |          |
|      | Tatjana Hüfner       | Germania      | 50"393    | 50"187    | 50"048    | 50"279    | 3'20"907 | +1"139   |
|      | Erin Hamlin          | Stati Uniti   | 50"356    | 50"276    | 50"165    | 50"348    | 3'21"145 | +1"377   |
| 4    | Alex Gough           | Canada        | 50"464    | 50"402    | 50"286    | 50"426    | 3'21"578 | +1"810   |
| 5    | Kimberley McRae      | Canada        | 50"465    | 50"454    | 50"356    | 50"620    | 3'21"895 | +2"127   |
| 6    | Anke Wischnewski     | Germania      | 50"490    | 50"476    | 50"462    | 50"532    | 3'21"960 | +2"192   |
| 7    | Tat'jana Ivanova     | Russia        | 50"457    | 50"492    | 50"450    | 50"607    | 3'22"006 | +2"238   |
| 8    | Natal'ja Choreva     | Russia        | 50"500    | 50"348    | 50"599    | 50"620    | 3'22"067 | +2"299   |
| 9    | Martina Kocher       | Svizzera      | 50"560    | 50"454    | 50"593    | 50"559    | 3'22"166 | +2"398   |
| 10   | Kate Hansen          | Stati Uniti   | 50"794    | 50"581    | 50"793    | 50"499    | 3'22"667 | +2"899   |
| 11   | Ekaterina Baturina   | Russia        | 51"263    | 50"457    | 50"629    | 50"382    | 3'22"731 | +2"963   |
| 12   | Elīza Tīruma         | Lettonia      | 50"926    | 50"651    | 50"758    | 50"736    | 3'23"071 | +3"303   |
| 13   | Arianne Jones        | Canada        | 50"993    | 50"837    | 50"745    | 50"608    | 3'23"183 | +3"415   |
| 14   | Sandra Gasparini     | Italia        | 51"032    | 50"803    | 50"959    | 50"962    | 3'23"756 | +3"988   |
| 15   | Summer Britcher      | Stati Uniti   | 51"222    | 50"930    | 51"082    | 50"909    | 3'24"143 | +4"375   |
| 16   | Natalia Wojtusciszyn | Polonia       | 51"138    | 51"168    | 51"141    | 51"199    | 3'24"646 | +4"878   |
| 17   | Miriam Kastlunger    | Austria       | 51"622    | 50"795    | 51"139    | 51"109    | 3'24"665 | +4"897   |
| 18   | Ulla Zirne           | Lettonia      | 51"125    | 51"159    | 51"054    | 51"347    | 3'24"685 | +4"917   |
| 19   | Andrea Vötter        | Italia        | 50"937    | 51"592    | 51"240    | 51"290    | 3'25"059 | +5"291   |
| 20   | Nina Reithmayer      | Austria       | 51"225    | 51"143    | 51"614    | 51"174    | 3'25"156 | +5"388   |
| 21   | Ewa Kuls             | Polonia       | 51"362    | 51"031    | 51"424    | 51"550    | 3'25"367 | +5"599   |
| 22   | Sandra Robatscher    | Italia        | 51"589    | 50"981    | 51"678    | 51"258    | 3'25"506 | +5"738   |
| 23   | Birgit Platzer       | Austria       | 51"201    | 51"518    | 51"760    | 52"097    | 3'26"576 | +6"808   |
| 24   | Vendula Kotenová     | Rep. Ceca     | 51"760    | 51"492    | 51"856    | 51"567    | 3'26"675 | +6"907   |
| 25   | Viera Gbúrová        | Slovacchia    | 51"928    | 51"422    | 51"782    | 51"565    | 3'26"697 | +6"929   |
| 26   | Olena Stec'kiv       | Ucraina       | 52"064    | 51"553    | 51"991    | 51"889    | 3'27"497 | +7"729   |
| 27   | Morgane Bonnefoy     | Francia       | 51"820    | 51"641    | 51"948    | 52"183    | 3'27"592 | +7"824   |
| 28   | Elïzaveta Aksenova   | Kazakistan    | 52"068    | 51"836    | 52"340    | 51"841    | 3'28"085 | +8"317   |
| 29   | Sung Eun-ryung       | Corea del Sud | 52"173    | 51"960    | 52"486    | 52"124    | 3'28"743 | +8"975   |
| 30   | Raluca Strămăturaru  | Romania       | 52"862    | 51"821    | 52"238    | 52"083    | 3'29"004 | +9"236   |
| 31   | Olena Šchumova       | Ucraina       | 51"211    | 51"092    | 51"128    | 1'01"416  | 3'34"847 | +15"079  |

Data: Lunedì 10 febbraio 2014

Ora locale 1ª manche: 18:45

Ora locale 2ª manche: 20:20

Data: Martedì 11 febbraio 2014

Ora locale 3ª manche: 18:30

Ora locale 4ª manche: 20:20

Pista: Sanki 

Legenda:
- DNS = non partita (did not start)
- DNF = prova non completata (did not finish)
- DSQ = squalificata (disqualified)
- Pos. = posizione